# 위키 위키 셔틀

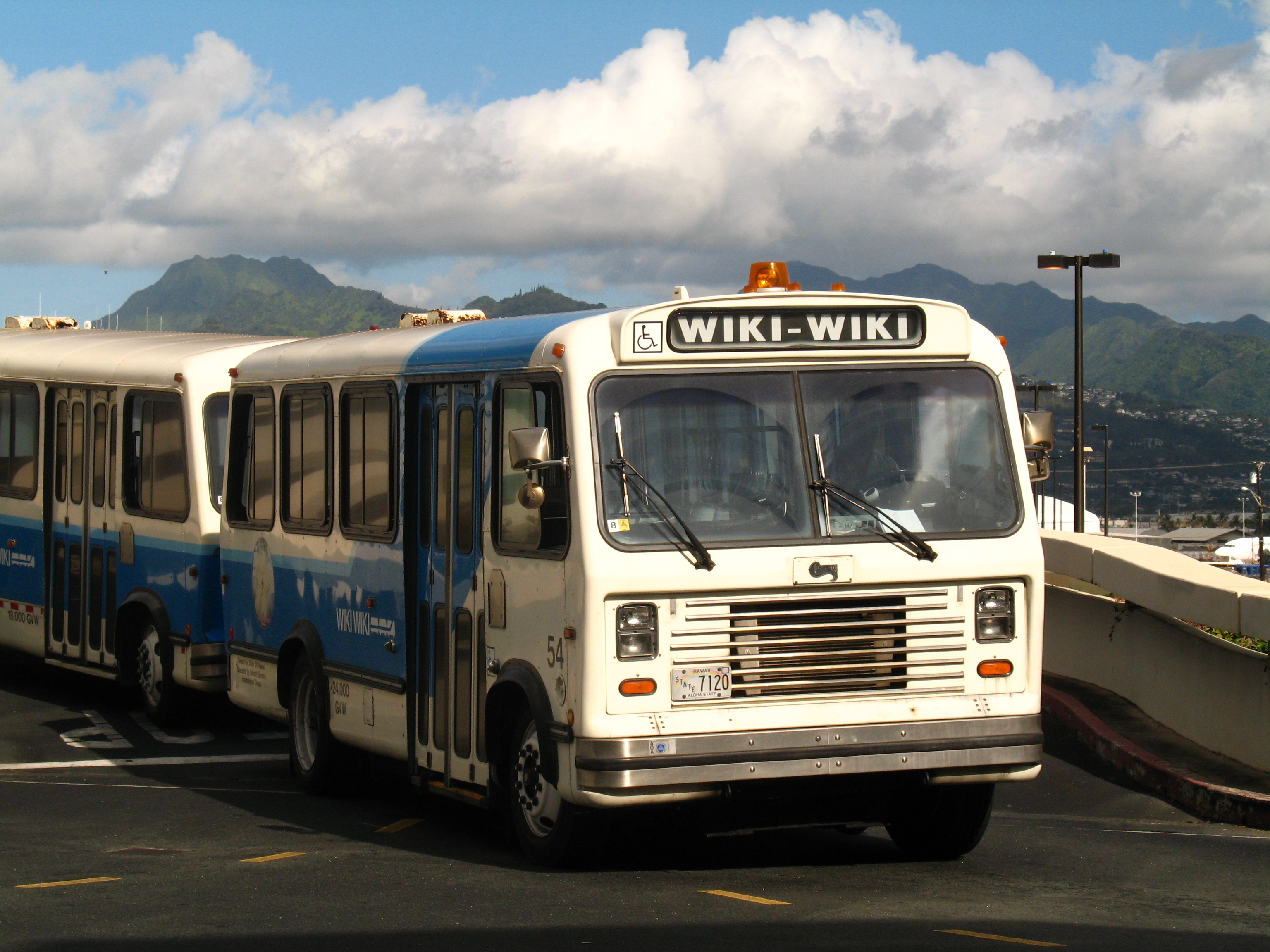
위키 위키 버스

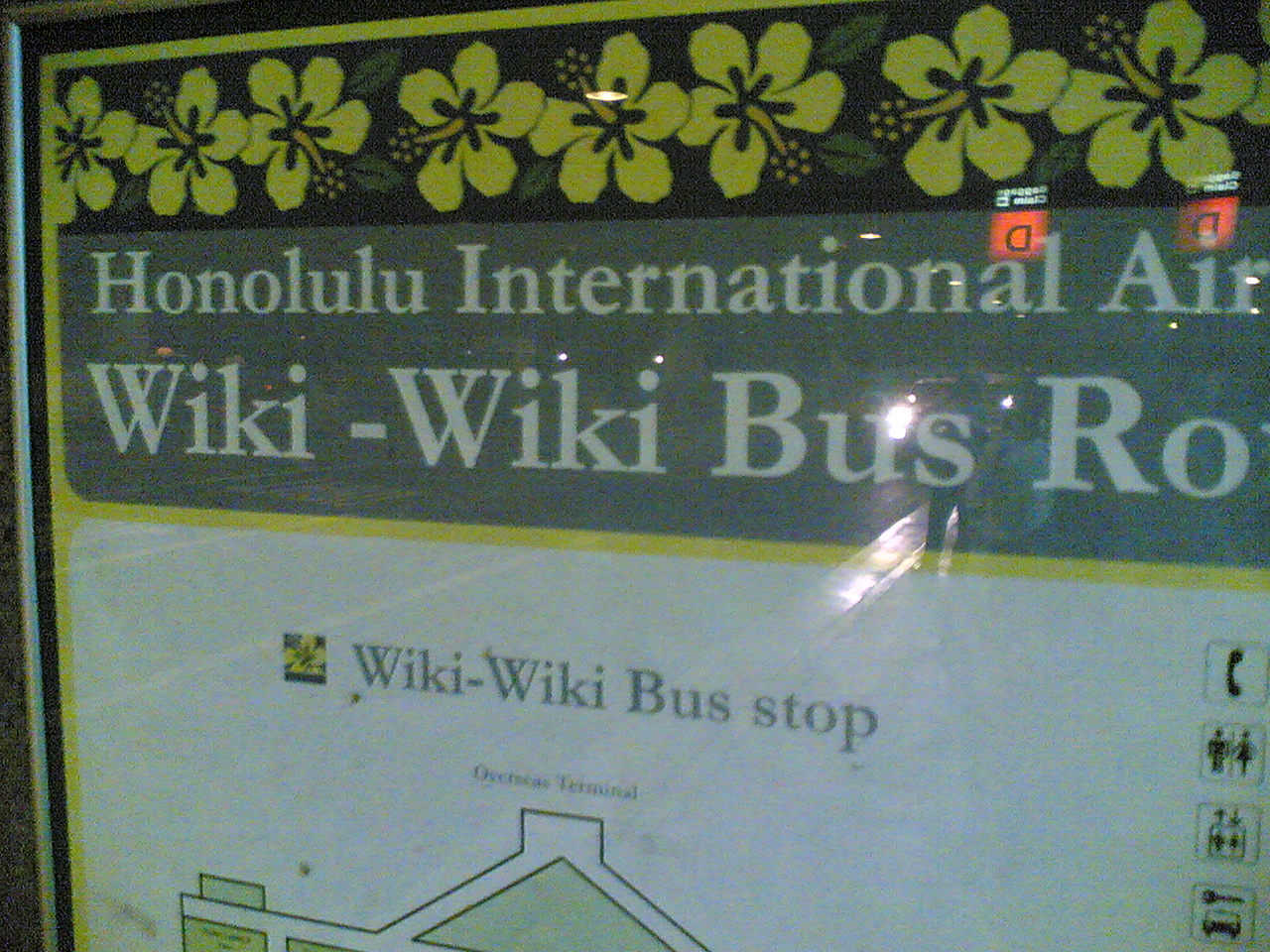
2001년 하와이 대니얼 K. 이노우에 국제공항에서 촬영된 사진. "위키 위키 버스 정류장" 이라고 쓰여 있다.

위키 위키 셔틀(Wiki Wiki Shuttle)은 호놀룰루 국제공항의 무료 셔틀 버스 시스템이다. 06:00부터 22:00까지 사람과 여러 수화물을 태우고 달린다.
하와이어로 위키(wiki)는 빨리, 위키위키(wiki wiki)는 빨리빨리라는 뜻이다. 셔틀의 이름은 워드 커닝햄이 “위키위키웹”이라고 불리는 그의 새 사이트에 영감을 주었다. 커닝엄의 사이트는 콘텐츠를 방문자가 편집할 수 있도록 설계되었으며, 이렇게 방문자가 편집할 수 있는 웹사이트를 “위키”라고 불리게 되었다.